# Günter Schabowski
Günter Schabowski, född 4 januari 1929 i Anklam i provinsen Pommern i Tyskland, död 1 november 2015 i Berlin, var en funktionär i det östtyska Tysklands socialistiska enhetsparti.
Schabowski har för den breda allmänheten blivit mest känd som den som i virrvarret i samband med Berlinmurens fall 1989 meddelade att den östtyska regimen tillät fria övergångar till Västtyskland – gränserna var öppna. Efterhand har det visat sig att Schabowski gick händelserna i förväg och att de nya reglerna skulle börja gälla dagen efter, men då var det för sent. 
Schabowski blev för dödsskjutningarna vid Berlinmuren, i samband med republikflyktsförsök, dömd till tre års fängelse för dråp. Han satt av knappt ett år.
Efter murens fall arbetade Schabowski som journalist.

## Schabowskis uttalande
| ” | Privatresor till utlandet kan ansökas om utan att särskilda förutsättningar föreligger (reseskäl och anhörigförhållande). Godkännande kommer att meddelas utan dröjsmål. [...] Utresor kommer att kunna genomföras över alla gränsövergångsställen mellan DDR och BRD. [...] Såvitt jag känner till träder detta i kraft ... omedelbart, utan dröjsmål. | „ |